# Daniele Guglielmo Gatti
Daniele Guglielmo Gatti (Tradate, 6 novembre 1987) è uno scacchista e compositore di scacchi italiano.

## Biografia
Ha iniziato a comporre problemi di scacchi nel 2015, inizialmente concentrandosi sui problemi di automatto e poi esplorando altri generi, inclusi gli studi. Nel gennaio 2025 ha pubblicato uno studio che realizza un Babson Task completo (4/4) in una posizione legale ed economica. Questo tema è stato considerato una delle sfide irrisolte più difficili nella composizione scacchistica, sin dalla sua formulazione originale da parte del compositore di scacchi americano Joseph Ney Babson nel 1884.
Nello stesso anno, Gatti ha reso pubblica la sua diagnosi di sindrome di Asperger e plusdotazione cognitiva. In una dichiarazione, ha descritto la propria condizione come influente sulla sua attività compositiva, citando tratti come iperfocus, pensiero arborescente e attenzione ai dettagli.
Di professione è un infermiere.

## Sviluppo dello studio Babson
Lo studio di Gatti è stato sviluppato a partire da uno schema creato dal compositore di scacchi israelo-americano Gady Costeff, che mostrava un Babson Task completo (4/4) in uno studio, ma in una posizione illegale e con pezzi promossi. Lo schema era stato originariamente creato nel 2011, e Costeff ha trascorso oltre un decennio tentando di ottenerne una versione legale. Nel suo articolo del 2024, ha scelto di pubblicare ugualmente lo schema come dimostrazione, invitando altri compositori a esplorare possibili miglioramenti. Nell'editoriale del numero 238 di EG, Costeff ha scritto: “La posizione è irraggiungibile a causa di una singola cattura. [...] Ho composto questo schema nel 2011 e ho cercato per un decennio di renderlo legale. [...] Penso sia interessante e che i lettori sarebbero curiosi di vedere come potrebbe apparire un Babson completo.”
Gatti ha iniziato a lavorare indipendentemente sullo stesso tema e, dopo circa 45 giorni, ha pubblicato uno studio Babson Task completo, corretto e legale, su EG n. 239 (gennaio 2025). Lo studio è stato dedicato a Gady Costeff, riconosciuto come fonte di ispirazione.

## Accoglienza e critica
Dopo la sua pubblicazione, lo studio è stato presentato su varie piattaforme nazionali e internazionali.
Diversi compositori e critici del settore hanno commentato pubblicamente lo studio. Il critico, Maestro Internazionale per la composizione scacchistica ed ex campione mondiale WCCI ucraino Serhiy Didukh lo ha riportato sul suo blog Chess Study Art, definendolo testualmente un "miracolo scacchistico" in un articolo dedicato. Successivamente ha incluso lo studio nella sua personale selezione "100 Memorable Studies", pubblicata sullo stesso sito. Lo studio ha ricevuto riconoscimenti anche da Harold van der Heijden e dall'ex campione mondiale WCCI e Grande Maestro per la composizione danese Steffen Slumstrup Nielsen. Il GM tedesco e Maestro FIDE per la composizione Jan Michael Sprenger ha contribuito con un commento nel blog di Didukh, descrivendolo come "una posizione elegante nonostante la complessità del tema", facendo notare la sorprendente velocità della sua realizzazione. Anche il compositore ed esperto di studi olandese Martin Van Essen ha analizzato lo studio nel corso di una masterclass rivolta al circolo Schaakvereniging Paul Keres di Utrecht, pubblicando poi l'intero video su YouTube.
Al di fuori della comunità dei compositori di scacchi, lo studio è stato analizzato dal GM austriaco e campione nazionale Felix Blohberger in un video didattico su YouTube.

## Titoli e riconoscimenti
Alla data del 2025, Gatti ha composto 630 problemi e 255 studi, ottenendo in totale 200 riconoscimenti in tornei nazionali e internazionali.
Nel 2018 ha ricevuto il titolo di Maestro Nazionale di Composizione Scacchistica dall'Associazione Problemistica Italiana (API), affiliata con la Federazione Scacchistica Italiana.
Ha partecipato all'11° Campionato Mondlale a Squadre per la composizione scacchistica (WCCT) del 2022, ottenendo un 19° piazzamento individuale nella sezione F (Automatti), miglior piazzamento italiano per tale edizione.
Nel 2024 ha vinto il 5° Campionato Italiano Assoluto di Composizione Scacchistica, organizzato dall'Associazione Problemistica Italiana.
Nel 2024 un suo studio originale è stato selezionato e presentato da Judit Polgar in occasione del "Global Chess Festival", tenutosi in Ungheria il 17 settembre, per il progetto "Chess Artistry Adventure", organizzato in memoria del GM e compositore Pal Benko.
Nel 2025 ha ottenuto il titolo di Giudice Internazionale FIDE per la composizione scacchistica.

## Pubblicazioni
"Professione Problemista – Avvicinamento alla composizione scacchistica" (Messaggerie Scacchistiche - 2022).